# Рукопис, знайдений у Сарагосі (фільм)
«Рукопис, знайдений у Сарагосі» (пол. «Rękopis znaleziony w Saragossie») — польський двосерійний художній фільм 1965 року режисера Войцеха Єжи Гаса, знятий за «романом у романі» Яна Потоцького «Рукопис, знайдений у Сарагосі».

## Сюжет
Наполеонівські солдати під час облоги Сарагоси знаходять старовинний рукопис. У ньому йдеться про надзвичайні пригоди капітана Альфонса ван Ворда в Іспанії XVIII століття і про його зв'язок з двома африканськими принцесами, які намагаються звернути його в іслам. Розповіді інших героїв, що зустрічаються на шляху ван Ворда, нашаровуються на розповіді всередині цих оповідань, які породжують нові розповіді. Деякі сюжети відстоять від первісної історії на 5-6 наративних рівнів, проте поступово сплітаються в єдину історію. В кінці фільму сестри-спокусниці зізнаються Альфонсу, що всі розповіді і події були вигадані або навмисне підлаштовані найнятими ними людьми, щоб випробувати його відвагу.
Отримавши рукопис з викладом своїх пригод, Альфонс намагається дописати його, але розум не витримує сюжетних хитросплетінь, які мають властивість переплітатися з його власним життям.

## У ролях
- Ігор Пшегродзький —  солдат, який читає рукопис
- Густав Люткевич —  капітан, який читає рукопис
- Збігнєв Цибульський —  Альфонс ван Ворден
- Єжи Качмарек —  Москито
- Войцех Скібінський —  слуга ван Ворда
- Іга Цембжіньська —  Еміна, мавританські принцеса
- Йоанна Єндрика —  Зібельда, сестра Емінем, мавританські принцеса
- Казімєж Опаліньський —  відлюдник, шейх
- Францішек Печка —  Пачеко
- Славомир Ліндер —  батько ван Ворда
- Александер Фогель —  дворянин, викликаний батьком ван Ворда на дуель
- Ришард Котис —  слуга батька ван Ворда
- Вацлав Ковальський —  слуга батька ван Ворда
- Мирослава Ломбардо —  дена Уракка, мати ван Ворда
- Стефан Бартіка —  шинкар
- Веслав Голас —  гітарист на весіллі батька ван Ворда
- Богдан Баер —  гість на весіллі батька ван Ворда
- Людвік Бенуа —  батько Пачеко
- Барбара Краффтувна —  Камілла, мачуха Пачеко
- Пола Ракса —  Інезилья, сестра Камілли
- Ян Коциняк —  слуга Пачеко
- Август Ковальчик —  інквізитор, який заарештував ван Ворда
- Артур Млодницький —  інквізитор
- Хенрік Хункі —  кат інквізиції
- Богуслав Сохнацький —  Зото, розбійник
- Томаш Залівський —  Мона, брат Зото
- Анджей Польковський —  Чіко, брат Зото
- Адам Павліковський —  дон Педро Узедом, каббалист
- Густав Голоубек —  дон Педро Веласкес, математик
- Беата Тишкевич —  донна Ребекка Узедом, сестра кабаліста
- Леон Нємчик —  дон Авадоро
- Богуш Білевський —  циган
- Ян Махульський —  граф Піна Флор
- Богуміл Кобеля —  сеньйор Толедо, кавалер Мальтійського ордена
- Міхал Газда —  Агіллар, кавалер Мальтійського ордена
- Юліан Ябчіньскій —  Товальд
- Вітольд Пиркош —  Блажей
- Кшиштоф Литвин —  Лопес Суарес
- Станіслав Ігар —  Гаспар Суарес, батько Лопеса
- Юзеф Перацький —  адвокат сім'ї Суарес
- Здзіслав Маклакевич —  дон Роке Бускерос, пройдисвіт
- Ельжбета Чижевська —  Фраскетта Салер
- Януш Клосіньський —  дон Дієго Салер, чоловік Фраскетти
- Ядвіга Кравчик —  дена Інес Моро
- Єжи Пшібильський —  банкір Моро, батько доньї Інес
- Ірена Орська —  Дуенья
- Фелікс Хмурковський —  купець з Кадикса
- Аліція Сендзіньська —  іспанка в трактирі
- Барбара Баргеловська
- Тадеуш Грабовський
- Єжи Смик

## Творча група
- Сценарій:
- Режисер: Войцех Єжи Гас
- Оператор:
- Композитор: Кшиштоф Пендерецький